# Illinois State Route 131
Die Illinois State Route 131 (kurz IL 131) ist eine State Route im US-Bundesstaat Illinois, die in Nord-Süd-Richtung verläuft.
Die State Route beginnt an der Illinois State Route 176 im Zentrum von Lake Bluff und endet nach 24 Kilometern nahe Pleasant Prairie an der Grenze zu Wisconsin. Nach der Grenze geht die Straße in die Wisconsin State Route 31 über.

## Verlauf
Die IL 131 verlässt die Stadt Lake Bluff in nördlicher Richtung parallel zum U.S. Highway 41 im Westen und der Illinois State Route 137 im Osten. Westlich von North Chicago durchquert die State Route den Greenbett Forest. Im Anschluss passiert sie im Osten Waukegan und trifft in der Green Bay Road auf die State Route 132. Nördlich der Stadt verläuft die Straße am Waukegan Regional Airport entlang. Im Westen der Ortschaft Zion wird die State Route 173 gekreuzt, bevor die IL 131 nach insgesamt 24 Kilometern an der Grenze zu Wisconsin endet.